# 小野慶子
小野 慶子（おの けいこ、1961年7月26日 - ）は、日本のフリーアナウンサー、ナレーター。

## 経歴・人物
- 東京都出身。
- 青山学院高等部、青山学院大学文学部教育学科を1984年に卒業した。
- 大学在学中にラジオ番組にレギュラー出演したことをきっかけに卒業後も放送タレント活動をする。
- 1987年から1992年まではエス・オー・プロモーションに所属した。
- テレビ・ラジオ番組の司会、レポーター、ナレーターなどフリーアナウンサーとして活動する。主にラジオNIKKEI （旧・ラジオたんぱ）の「経済モーニングエキスプレス」「レディース投資サロン」「伊藤洋一のRound Up World Now!」「小山昇の実践経営塾」を始め、経済番組に多数出演する。

1992年に株式会社サクシード（当初、有限会社サクシード）を設立し、代表取締役に就任した。自身のマネジメント、ラジオ番組・イベントの制作出演協力、音声録音スタジオおよびアナウンスセミナーの運営に携わる。
1990年より東京アナウンス学院アナウンス科講師に就任し、アナウンス基礎、ナレーション、話し方技術の指導にもあたる。
NHK教育テレビ「趣味百科」司会、TOKYO FM「TOKYO FMニュース」キャスターなども担当する。

## 主な出演経歴
テレビ
- NHK教育テレビ「趣味百科・気功専科」
- 朝日ニュースター「まちかど税相談」
- 衛星チャンネル「ウィークエンド経済」
- テレビ東京「ESPNスポーツTV」

ラジオ
- TOKYO FM「TOKYO FMニュース」
- ラジオNIKKEI「伊藤洋一のRound Up World Now!」「経済情報ステーション」「経済モーニングエキスプレス」「そうだ！税理士に聞こう」
- RFラジオ日本「ドクター中松の頭の良くなるラジオ」「糸山英太郎の株式入門」

その他
- アテネ2004オリンピック聖火リレー出発・到着式メイン司会
- アジアバスケット選手権大会開会式司会
- ソフトバンクテレコム・ソニーバンク電話応答ガイダンス、TASPO販売機音声、京王電鉄駅構内ガイド音声
- USEN｢うまいねどぉ〜も川柳道場｣アシスタント